# Tovmaci, Șpola
Tovmaci (în ucraineană Товмач) este o comună în raionul Șpola, regiunea Cerkasî, Ucraina, formată numai din satul de reședință.

## Demografie
Componența lingvistică a comunei Tovmaci
     Ucraineană (98,98%)
     Alte limbi (1,02%)
Conform recensământului din 2001, majoritatea populației comunei Tovmaci era vorbitoare de ucraineană (98,98%), existând în minoritate și vorbitori de alte limbi.